# Деріл Бюльтор
Деріл Жорж Бюльтор (17 листопада 1995 , Бас-Тер ) — французький волейболіст, олімпійський чемпіон 2020 року.

## Титули та досягнення
За збірну
- Олімпійський чемпіон 2020 року
- Переможець Світової ліги 2017 року
- Срібний призер Ліги націй 2018 року
- Бронзовий призер Ліги націй 2021 року